# Вікову-де-Жос
Вікову-де-Жос (рум. Vicovu de Jos) — комуна у повіті Сучава в Румунії. До складу комуни входить єдине село Вікову-де-Жос.
Комуна розташована на відстані 386 км на північ від Бухареста, 48 км на північний захід від Сучави.

## Населення
За даними перепису населення 2002 року у комуні проживала 5971 особа.
Національний склад населення комуни:
| Національність | Кількість осіб | Відсоток |
| -------------- | -------------- | -------- |
| румуни         | 5913           | 99,0%    |
| цигани         | 54             | 0,9%     |
| угорці         | 2              | < 0,1%   |
| українці       | 1              | < 0,1%   |
| німці          | 1              | < 0,1%   |

Рідною мовою назвали:
| Мова       | Кількість осіб | Відсоток |
| ---------- | -------------- | -------- |
| румунська  | 5969           | > 99,9%  |
| угорська   | 1              | < 0,1%   |
| українська | 1              | < 0,1%   |

Склад населення комуни за віросповіданням:
| Релігія       | Кількість осіб | Відсоток |
| ------------- | -------------- | -------- |
| православні   | 5177           | 86,7%    |
| п'ятдесятники | 772            | 12,9%    |
| римо-католики | 3              | 0,1%     |
| бретрени      | 2              | < 0,1%   |
| баптисти      | 1              | < 0,1%   |
| атеїсти       | 1              | < 0,1%   |

## Зовнішні посилання
- Дані про комуну Вікову-де-Жос на сайті Ghidul Primăriilor [Архівовано 4 вересня 2010 у Wayback Machine.]